# Hanno Müller-Brachmann
Pour les articles homonymes, voir Müller et Brachmann.
Hanno Müller-Brachmann (né en 1970 à Lörrach) est un baryton-basse allemand.

## Biographie
Müller-Brachmann qui a grandi à Lörrach, a pris ses premières leçons de musique au sein de la Maîtrise de garçons de Bâle, où on a remarqué son talent musical spécial dès le début. Il a pris des leçons de chant à Fribourg-en-Brisgau auprès de Ingeborg Most. Il a ensuite fréquenté la classe de lied de Dietrich Fischer-Dieskau à Berlin, financé par des bourses du peuple allemand et du président allemand Richard von Weizsäcker. Il a obtenu son diplôme de concert en chantant Elias dans l'oratorio de même nom de Felix Mendelssohn Bartholdy, puis il a étudié avec Rudolf Piernay à Mannheim. En 1995 Müller-Brachmann a gagné le 2e prix au Concours International de Chant Voix Nouvelles de la Fondation Bertelsmann.
Découvert par Daniel Barenboim, il est venu comme jeun chanteur au Staatsoper de Berlin, où il a été en mesure de développer un large répertoire. Il a incarné des rôles comme ceux de Masetto et Leporello dans Don Giovanni, Figaro dans Le nozze di Figaro, Guglielmo dans Così fan tutte, Kaspar dans Le Freischütz, Escamillo dans Carmen et beaucoup d'autres. Hanno Müller-Brachmann a joué entre autres à Salzbourg, San Francisco, Munich, Vienne et Modène. Ses activités en tant que chanteur de concert et de lieder l'ont amené dans les salles les plus importantes de concert du monde entier au côté de la plupart des musiciens les plus intéressants de notre temps. Il est resté jusqu'à la fin de 2011 membre de l'ensemble du Staatsoper Unter den Linden de Berlin.
De 2006 à 2011, Hanno Müller-Brachmann a enseigné à l'Académie de musique Hanns Eisler, en se consacrant à la voix. De 2008 à 2011, il a été président de l'Association Nationale des Concours de chant, au conseil duquel qu'il appartient aujourd'hui. Il est également membre du jury du Concours international Bach à Leipzig et du concours international "Schubert und die Moderne" à Graz. Dans le semestre d'hiver 2011/2012, il a été nommé professeur de chant à l'Université de Musique de Karlsruhe.
Hanno Müller-Brachmann est marié et vit avec ses cinq enfants à Karlsruhe.

## Prix
- 1992 : il obtient le premier Prix du Concours de chant du Concours des Juniors.
- 1994 : il obtient le premier Prix du Concours de chant en concert.
- 1995 : il obtient le premier Prix du "Meistersingerwettbewerb Nürnberg".
- 1995 : il reçoit le Prix Brahms à Heide attribué par la Brahms-Gesellschaft Schleswig-Holstein[1].
- 1996 : il obtient le second Prix du Concours international de musique de ARD à Munich.

## Discographie (partielle)
- Gioacchino Rossini, Petite Messe Solennelle, Marcus Creed (direction). (Harmonia Mundi 2001)
- Antonio Salieri, La Passione di Nostro Signore Gesù Cristo, Christoph Spering (direction). (Capriccio 2004)
- Johann Sebastian Bach, Messe en si mineur, Helmut Müller-Brühl (direction). (Naxos 2004)
- Johann Sebastian Bach, Geistliche Solokantaten, Helmut Müller-Brühl (direction). (Naxos 2005)
- Wolfgang Amadeus Mozart, Requiem, Philippe Herreweghe (direction). (Harmonia Mundi 2005)
- Robert Schumann, Der Rose Pilgerfahrt, Marcus Creed (direction). (Harmonia Mundi 2005)
- Johann Sebastian Bach, Matthäus-Passion, Bass-Arien, Helmut Müller-Brühl (direction)., (Naxos 2006)
- Wolfgang Amadeus Mozart, Die Zauberflöte comme Papageno, Claudio Abbado (direction). (Deutsche Grammophon 2006)
- Johannes Brahms, Ein deutsches Requiem, Stephen Cleobury (direction). (EMI 2006)
- Johann Sebastian Bach, Messe en si mineur, Philippe Herreweghe (direction). (Harmonia Mundi 2007)
- Gustav Mahler, Symphonie no 8, Pierre Boulez (direction). (Deutsche Grammophon 2007)
- Johannes Brahms, Ein deutsches Requiem, Zubin Mehta (direction). (Helicon Classics 2009)
- Johann Sebastian Bach, Matthäus-Passion, Christusworte, Riccardo Chailly (direction)., (Decca 2010)
- Gustav Mahler, Des Knaben Wunderhorn, Michael Gielen (direction). (Hännsler Classic 2011)
- Joseph Haydn, Die Jahreszeiten, Bruno Weil (direction). (Ars Produktion 2011)
- Johann Sebastian Bach, Passion selon saint Jean, Christusworte, John Eliot Gardiner (direction)., (Soli Deo Gloria 2011, Aufnahme 2003)
- Gustav Mahler, Symphonie no 8, Markus Stenz (direction). (OehmsClassics 2012)
- Joseph Haydn, Die Schöpfung, Bruno Weil (direction). (Ars Produktion 2012)
- Ludwig van Beethoven, Symphonie no 9, Riccardo Chailly (direction). (Decca 2014)